# Herrarnas tvåa utan styrman i rodd vid olympiska sommarspelen 2016
Herrarnas tvåa utan styrman i rodd vid olympiska sommarspelen 2016 avgjordes mellan den 6 och 11 augusti 2016 i Rio de Janeiro.

## Resultat

### Försöksheat
De tre första i varje försöksheat gick vidare till semifinal medan övriga gick till återkvalet.

#### Heat 1
| Placering | Roddare                         | Land       | Tid      | Noteringar |
| --------- | ------------------------------- | ---------- | -------- | ---------- |
| 1         | Spencer Turrin Alexander Lloyd  | Australien | 6.40,79  | Semifinal  |
| 2         | Lawrence Brittain Shaun Keeling | Sydafrika  | 6.41,42  | Semifinal  |
| 3         | Jakub Podrazil Lukáš Helešic    | Tjeckien   | 6.42,710 | Semifinal  |
| 4         | Anders Weiss Nareg Guregian     | USA        | 6.49,97  | Återkval   |
| 5         | Àlex Sigurbjörnsson Pau Vela    | Spanien    | 6.54,26  | Återkval   |

#### Heat 2
| Placering | Roddare                                        | Land           | Tid     | Noteringar |
| --------- | ---------------------------------------------- | -------------- | ------- | ---------- |
| 1         | Germain Chardin Dorian Mortelette              | Frankrike      | 6.42,00 | Semifinal  |
| 2         | Alan Sinclair Stewart Innes                    | Storbritannien | 6.50,77 | Semifinal  |
| 3         | Cristi-Ilie Pârghie George Alexandru Pălămariu | Rumänien       | 6.51,71 | Semifinal  |
| 4         | Roel Braas Mitchel Steenman                    | Nederländerna  | 7.22,93 | Återkval   |

#### Heat 3
Många av de tävlande kritiserade att regattan inte avbröts på grund av de svåra väderförhållandena. Miloš Vasić och Nenad Beđik kantrade och kom inte tillbaka in i sin båt igen, men det internationella roddförbundet (FISA) beslutade att de ändå kunde tävla i återkvalet.
| Placering | Roddare                             | Land        | Tid                        | Noteringar |
| --------- | ----------------------------------- | ----------- | -------------------------- | ---------- |
| 1         | Eric Murray Hamish Bond             | Nya Zeeland | 6.41,75                    | Semifinal  |
| 2         | Giovanni Abagnale Marco Di Costanzo | Italien     | 6.46,04                    | Semifinal  |
| 3         | Adrián Juhász Béla Simon            | Ungern      | 6.59,28                    | Semifinal  |
| 4         | Miloš Vasić Nenad Beđik             | Serbien     | Fullföljde inte (kantrade) | Återkval   |

### Återkval
De tre första i återkvalet gick vidare till semifinal.
| Placering | Roddare                      | Land          | Tid     | Noteringar |
| --------- | ---------------------------- | ------------- | ------- | ---------- |
| 1         | Roel Braas Mitchel Steenman  | Nederländerna | 6.34,16 | Semifinal  |
| 2         | Miloš Vasić Nenad Beđik      | Serbien       | 6.34,52 | Semifinal  |
| 3         | Anders Weiss Nareg Guregian  | USA           | 6.36,60 | Semifinal  |
| 4         | Àlex Sigurbjörnsson Pau Vela | Spanien       | 6.40,47 |            |

### Semifinaler
De tre första i varje semifinal gick vidare till A-finalen medan övriga gick till B-finalen.

#### Semifinal 1
| Placering | Roddare                                        | Land          | Tid     | Noteringar |
| --------- | ---------------------------------------------- | ------------- | ------- | ---------- |
| 1         | Giovanni Abagnale Marco Di Costanzo            | Italien       | 6.24,96 | A-final    |
| 2         | Spencer Turrin Alexander Lloyd                 | Australien    | 6.25,25 | A-final    |
| 3         | Germain Chardin Dorian Mortelette              | Frankrike     | 6.26,10 | A-final    |
| 4         | Roel Braas Mitchel Steenman                    | Nederländerna | 6.26,94 | B-final    |
| 5         | Anders Weiss Nareg Guregian                    | USA           | 6.33,95 | B-final    |
| 6         | Cristi-Ilie Pârghie George Alexandru Pălămariu | Rumänien      | 6.48,17 | B-final    |

#### Semifinal 2
| Placering | Roddare                         | Land           | Tid     | Noteringar |
| --------- | ------------------------------- | -------------- | ------- | ---------- |
| 1         | Eric Murray Hamish Bond         | Nya Zeeland    | 6.23,36 | A-final    |
| 2         | Alan Sinclair Stewart Innes     | Storbritannien | 6.26,37 | A-final    |
| 3         | Lawrence Brittain Shaun Keeling | Sydafrika      | 6.27,59 | A-final    |
| 4         | Adrián Juhász Béla Simon        | Ungern         | 6.29,12 | B-final    |
| 5         | Miloš Vasić Nenad Beđik         | Serbien        | 6.31,00 | B-final    |
| 6         | Jakub Podrazil Lukáš Helešic    | Tjeckien       | 6.32,85 | B-final    |

### Finaler

#### B-final
| Placering | Roddare                                        | Land          | Tid     | Noteringar |
| --------- | ---------------------------------------------- | ------------- | ------- | ---------- |
| 1         | Jakub Podrazil Lukáš Helešic                   | Tjeckien      | 7.00,04 |            |
| 2         | Roel Braas Mitchel Steenman                    | Nederländerna | 7.01,88 |            |
| 3         | Adrián Juhász Béla Simon                       | Ungern        | 7.03,34 |            |
| 4         | Miloš Vasić Nenad Beđik                        | Serbien       | 7.04,71 |            |
| 5         | Anders Weiss Nareg Guregian                    | USA           | 7.10,60 |            |
| 6         | Cristi-Ilie Pârghie George Alexandru Pălămariu | Rumänien      | 7.13,68 |            |

#### A-final
| Placering | Roddare                             | Land           | Tid     | Noteringar |
| --------- | ----------------------------------- | -------------- | ------- | ---------- |
| 1         | Eric Murray Hamish Bond             | Nya Zeeland    | 6.59,71 |            |
| 2         | Lawrence Brittain Shaun Keeling     | Sydafrika      | 7.02,51 |            |
| 3         | Giovanni Abagnale Marco Di Costanzo | Italien        | 7.04,52 |            |
| 4         | Alan Sinclair Stewart Innes         | Storbritannien | 7.07,99 |            |
| 5         | Germain Chardin Dorian Mortelette   | Frankrike      | 7.09,91 |            |
| 6         | Spencer Turrin Alexander Lloyd      | Australien     | 7.11,60 |            |